# Paratype (geslacht)
Paratype is een geslacht van vlinders van de familie spinneruilen (Erebidae), uit de onderfamilie Arctiinae.

## Soorten
- P. basivitta Walker, 1854
- P. ira Druce, 1889
- P. nigra Reich, 1936
- P. trifera Walker, 1869
- P. univitta Hampson, 1900